# 大村真樹子
大村 真樹子（おおむら まきこ）は、日本の経済学者、Ph.D.(Economics)。明治学院大学教授。専門は開発経済学、応用ミクロ経済学。

## 来歴

### 学歴
国際基督教大学を卒業後、ケンブリッジ大学経済学部及び土地経済学部の大学院で経済学を専攻し、ジーザス・カレッジに所属した。（同カレッジ卒業生にはマルサスなどがいる。）大学院在学中の1999年に松下国際財団（現：松下幸之助記念財団）から「所有権と自然資源管理の関連性と変遷」で研究助成を受ける。2004年度にケンブリッジ大学大学院博士後期課程を修了し、博士号を取得した。（Ph.D. in Economics,University of Cambridge,2004）

### 職歴
国連開発計画（UNDP）プログラムオフィサーとしてカンボジア事務所へ勤務する。また、国連食糧農業機関（FAO）コンサルタント、在カンボジア日本大使館調査員、フィリピン大学バギオ校コーディリエラ研究所客員研究員を歴任した。大学院修了後、ケンブリッジ大学研究助手を経て、2004年に神戸大学経済学研究科へ移り、2007年まで准教授を務めた。同年に明治学院大学経済学部准教授となり、2016年に同教授。

### 研究
国際機関での活動経験のもと開発経済学の研究を軸に、環境問題や汚職、貧困、公衆衛生、性差別、ワイン産業の持続性などに取り組んでいる。